# Pelikan Key
Pelikan Key (ook: Guana Key, Pelikan Rock en Pelikaaneiland) is een rotspunt, en een van de eilanden behorend tot Sint Maarten. Het ligt ongeveer 1,5 kilometer van het hoofdeiland. Het eilandje is onbewoond.
Pelikan Key wordt gebruikt door vogels. Het wordt door de bruine pelikaan gebruikt als broedgebied en tot 35 nesten zijn geobserveerd. Koningssterns en lachmeeuwen maken ook gebruik van het eilandje. De Audubons pijlstormvogel was gesignaleerd maar is sinds 2004 niet meer gezien. In 2007 werd het eiland en gebied van 328 hectare rond het eiland door BirdLife International aangemerkt als Important Bird Area.
Aruba · Bonaire · Curaçao · Saba · Sint Eustatius · Sint Maarten — Cow & Calf · Green Island · Hen & Chickens · Klein Bonaire · Klein Curaçao · Molly Beday · Palmeiland · Pelikan Key · Renaissance Island 

Zie ook: Caribisch Nederland